# Skoki do wody na Letnich Igrzyskach Olimpijskich 2012 – trampolina 3 m indywidualnie mężczyzn
Konkurs skoków do wody z trampoliny 3 m mężczyzn podczas Letnich Igrzysk Olimpijskich 2012 rozegrany został między 6 a 7 sierpnia. Zawody rozgrywane były w Aquatics Centre.

## Format
Konkurencja ta jest rozgrywana w trzech rundach:
- Runda eliminacyjna: Każdy z 29 zawodników wykonuje po 6 skoków; najlepsza 18 awansuje do półfinału.
- Półfinał: 18 zawodników wykonuje po 6 skoków; wyniki z eliminacji nie są brane pod uwagę, do finału awansuje 12 najlepszych zawodników.
- Finał: 12 zawodników wykonuje po 6 skoków, wyniki z poprzednich rund nie są brane pod uwagę w ostatecznej klasyfikacji.[1]

## Terminarz
Czas UTC+01:00
| Data            | Godzina | Runda      |
| --------------- | ------- | ---------- |
| 6 sierpnia 2012 | 19:00   | Eliminacje |
| 7 sierpnia 2012 | 10:00   | Półfinał   |
| 7 sierpnia 2012 | 19:00   | Finał      |

## Wyniki[3]
| Pozycja | Zawodnik              | Eliminacje | Eliminacje | Półfinał      | Półfinał      | Finał         | Finał         | Finał         | Finał         | Finał         | Finał         | Finał         | Finał         |
| Pozycja | Zawodnik              | Punkty     | Pozycja    | Punkty        | Pozycja       | Skok 1        | Skok 2        | Skok 3        | Skok 4        | Skok 5        | Skok 6        | Punkty        | Pozycja       |
| ------- | --------------------- | ---------- | ---------- | ------------- | ------------- | ------------- | ------------- | ------------- | ------------- | ------------- | ------------- | ------------- | ------------- |
| złoto   | Ilia Zacharow         | 507.65     | 1          | 505.60        | 2             | 85.00         | 91.00         | 89.25         | 86.70         | 99.45         | 104.50        | 555.90        | 1             |
| srebro  | Qin Kai               | 451.60     | 11         | 500.35        | 3             | 81.00         | 86.70         | 96.25         | 91.80         | 96.90         | 89.10         | 541.75        | 2             |
| brąz    | He Chong              | 500.90     | 2          | 510.15        | 1             | 72.00         | 81.60         | 89.25         | 85.00         | 98.80         | 97.50         | 524.15        | 3             |
| 4       | Patrick Hausding      | 477.15     | 4          | 485.55        | 6             | 76.50         | 75.95         | 87.75         | 76.50         | 94.50         | 94.35         | 505.55        | 4             |
| 5       | Troy Dumais           | 486.60     | 3          | 490.55        | 5             | 83.70         | 84.15         | 76.50         | 81.60         | 88.40         | 88.40         | 498.35        | 5             |
| 6       | Yahel Castillo        | 475.25     | 5          | 499.65        | 4             | 86.70         | 85.00         | 95.00         | 89.25         | 72.00         | 64.75         | 492.70        | 6             |
| 7       | Ethan Warren          | 441.50     | 15         | 456.85        | 11            | 72.00         | 68.20         | 91.20         | 86.70         | 89.25         | 81.60         | 488.95        | 7             |
| 8       | Ilja Kwasza           | 470.25     | 6          | 478.60        | 7             | 78.20         | 68.40         | 79.20         | 82.25         | 67.50         | 86.70         | 462.25        | 8             |
| 9       | Chris Mears           | 436.05     | 18         | 461.00        | 9             | 72.00         | 58.50         | 74.25         | 78.20         | 56.10         | 100.70        | 439.75        | 9             |
| 10      | Yeoh Ken Nee          | 452.60     | 10         | 441.65        | 12            | 79.05         | 78.20         | 49.50         | 79.20         | 76.50         | 75.00         | 437.45        | 10            |
| 11      | Alexandre Despatie    | 458.55     | 9          | 472.80        | 8             | 72.00         | 80.85         | 81.00         | 83.30         | 74.10         | 22.10         | 413.35        | 11            |
| 12      | Javier Illana         | 460.35     | 8          | 458.05        | 10            | 70.50         | 86.70         | 55.10         | 42.00         | 35.70         | 81.60         | 371.60        | 12            |
| 13      | François Imbeau-Dulac | 449.30     | 12         | 440.20        | 13            | Nie awansował | Nie awansował | Nie awansował | Nie awansował | Nie awansował | Nie awansował | Nie awansował | Nie awansował |
| 14      | Jewgienij Kuzniecow   | 440.95     | 16         | 437.70        | 14            | Nie awansował | Nie awansował | Nie awansował | Nie awansował | Nie awansował | Nie awansował | Nie awansował | Nie awansował |
| 15      | Matthieu Rosset       | 445.15     | 13         | 422.50        | 15            | Nie awansował | Nie awansował | Nie awansował | Nie awansował | Nie awansował | Nie awansował | Nie awansował | Nie awansował |
| 16      | Ołeksij Pryhorow      | 439.80     | 17         | 414.15        | 16            | Nie awansował | Nie awansował | Nie awansował | Nie awansował | Nie awansował | Nie awansował | Nie awansował | Nie awansował |
| 17      | César Castro          | 441.90     | 14         | 388.40        | 17            | Nie awansował | Nie awansował | Nie awansował | Nie awansował | Nie awansował | Nie awansował | Nie awansował | Nie awansował |
| 18      | Chris Colwill         | 461.35     | 7          | 339.80        | 18            | Nie awansował | Nie awansował | Nie awansował | Nie awansował | Nie awansował | Nie awansował | Nie awansował | Nie awansował |
| 19      | Huang Qiang           | 433.85     | 19         | Nie awansował | Nie awansował | Nie awansował | Nie awansował | Nie awansował | Nie awansował | Nie awansował | Nie awansował | Nie awansował | Nie awansował |
| 20      | Michele Benedetti     | 433.05     | 20         | Nie awansował | Nie awansował | Nie awansował | Nie awansował | Nie awansował | Nie awansował | Nie awansował | Nie awansował | Nie awansował | Nie awansował |
| 21      | Sebastian Villa       | 414.90     | 21         | Nie awansował | Nie awansował | Nie awansował | Nie awansował | Nie awansował | Nie awansował | Nie awansował | Nie awansował | Nie awansował | Nie awansował |
| 22      | Damien Cely           | 413.30     | 22         | Nie awansował | Nie awansował | Nie awansował | Nie awansował | Nie awansował | Nie awansował | Nie awansował | Nie awansował | Nie awansował | Nie awansował |
| 23      | Daniel Islas Arroyo   | 410.60     | 23         | Nie awansował | Nie awansował | Nie awansował | Nie awansował | Nie awansował | Nie awansował | Nie awansował | Nie awansował | Nie awansował | Nie awansował |
| 24      | Tommaso Rinaldi       | 400.00     | 24         | Nie awansował | Nie awansował | Nie awansował | Nie awansował | Nie awansował | Nie awansował | Nie awansował | Nie awansował | Nie awansował | Nie awansował |
| 25      | Robert Páez           | 382.60     | 25         | Nie awansował | Nie awansował | Nie awansował | Nie awansował | Nie awansował | Nie awansował | Nie awansował | Nie awansował | Nie awansował | Nie awansował |
| 26      | Stefanos Paparounas   | 366.10     | 26         | Nie awansował | Nie awansował | Nie awansował | Nie awansował | Nie awansował | Nie awansował | Nie awansował | Nie awansował | Nie awansował | Nie awansował |
| 27      | Jack Laugher          | 330.00     | 27         | Nie awansował | Nie awansował | Nie awansował | Nie awansował | Nie awansował | Nie awansował | Nie awansował | Nie awansował | Nie awansował | Nie awansował |
| 28      | Edickson Contreras    | 301.45     | 28         | Nie awansował | Nie awansował | Nie awansował | Nie awansował | Nie awansował | Nie awansował | Nie awansował | Nie awansował | Nie awansował | Nie awansował |
| –       | Stephan Feck          | DNF        | DNF        | DNF           | DNF           | DNF           | DNF           | DNF           | DNF           | DNF           | DNF           | DNF           | DNF           |